# Грегуар Буйє
Грегуар Буйє (фр. Grégoire Bouillier; нар. 22 червня 1960 року у Тізі-Узу, що тоді знаходився у французькому Алжирі) — французький письменник.

## Біографія
Народився у французькому Алжирі, коли його батько проходив там військову службу. Грегуар Буйє повернувся до Франції разом із батьками у віці трьох тижнів. Усе своє життя мешкає в Парижі. Після багатьох поневірянь, під час яких він опинявся на вулиці, влаштувався офісним службовцем у пресагентстві, а згодом став художником і журналістом.
Його автобіографічні розповіді не мають ні вигаданих елементів, ні романної форми; автор прагне знайти зв'язок між реальним і поетичним, що відрізняє Грегуара Буйє від руху автофікції. Його книги, написані під поетичною опікою Мішеля Лейріса, обігрують тему винахідливості життя, всі вони були добре сприйняті критиками.
Твори Буйє перекладено в США, Італії, Іспанії та Німеччині.

## Твори
- Rapport sur moi, éditions Allia, 2002[4]
- L'Invité mystère, Allia, 2004
- Cap Canaveral, Allia, 2008
- Le Dossier M, Flammarion, 2017[5]
- Le Dossier M, Livre 2, Flammarion, 2018
- Charlot déprime suivi de Un rêve de Charlot, Flammarion, 2019
- Le Dossier M, Livre 3 : Violet, J'ai lu, 2020.
- Le Dossier M, Livre 4 : Noir, J'ai lu, 2020.
- Le Dossier M, Livre 5 : Jaune, J'ai lu, 2020.
- Le cœur ne cède pas, Flammarion, 2022.